# 황영우
황영우(한국 한자: 黃永瑀, 1964년 2월 20일 ~ )는 대한민국의 전직 축구 선수 출신 축구 지도자이다. 현역 시절 포지션은 미드필더였다.

## 선수 경력
1987시즌을 앞두고 포항제철 아톰즈에 입단했다. 1987년 4월 19일 럭키금성 황소와의 경기에서 K리그 데뷔골을 기록했다.